# Thomas ap Catesby Jones
Pour les articles homonymes, voir Jones.
Thomas ap Catesby Jones (24 avril 1790 - 30 mai 1858) était un officier de la marine américaine (US Navy) qui servit pendant la Guerre de 1812 et la Guerre américano-mexicaine.

## Jeunesse
Thomas ap Catesby Jones est né le 24 avril 1790 dans le Comté de Westmoreland, en Virginie, de Catesby et Lettice (Turberville) Jones. La famille Jones était originaire du Pays de Galles et le second prénom "ap Catesby" était un clin d'œil aux patronymes traditionnellement utilisés au Pays de Galles ; Thomas ap Catesby signifie en gallois "Thomas, fils de Catesby".
Le père de Jones meurt le 23 septembre 1801, laissant la famille sans ressources. Jones et son frère aîné, Roger, sont recueillis par un oncle, Meriwether Jones, de Richmond, en Virginie. Sa mère meurt en décembre 1804 après une longue maladie, laissant Jones orphelin à l'âge de 14 ans. Son oncle prend en charge son éducation et celle de son frère à l'Académie de Richmond, jusqu'à ce que les frais d'une école privée deviennent un fardeau. Après avoir quitté l'école, ils étudient avec un tuteur privé. Roger Jones devient plus tard adjudant général de l'armée américaine (US Army).

## La guerre de 1812

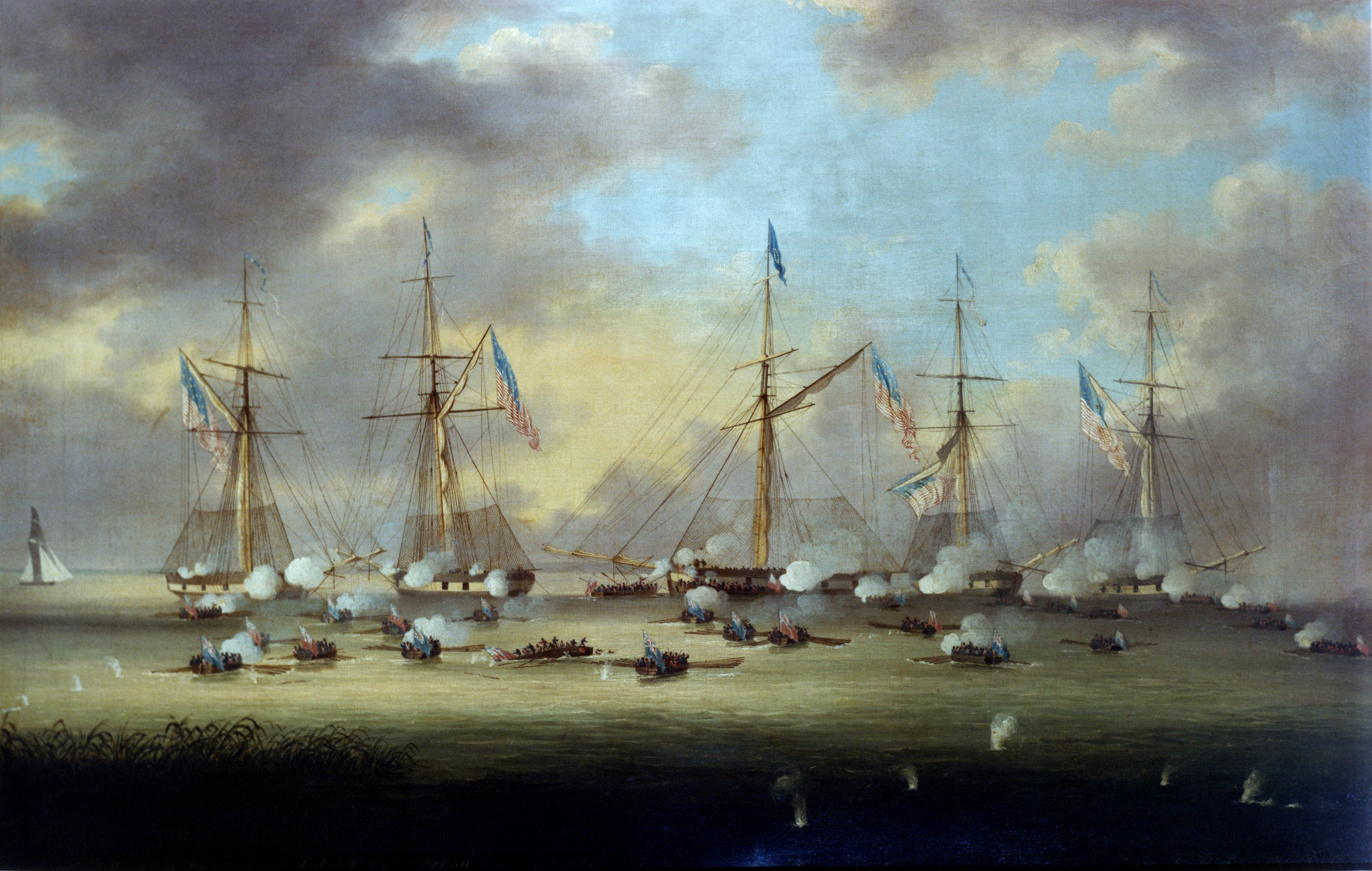
Bataille du lac Borgne, Louisiane

Jones est nommé aspirant (midshipman) dans la marine américaine (US Navy) le 22 novembre 1805, à l'âge de quinze ans. En raison du manque de postes d'aspirants, il n'est pas affecté au service actif. Il est renvoyé chez lui et on lui conseille d'étudier la géographie, la navigation et l'arpentage afin d'améliorer ses chances d'être affecté à un service actif. Après l'affaire du Chesapeake-Leopard, la marine mobilisa ses canonnières et Jones reçut l'ordre de se présenter à Norfolk, en Virginie, où il fut affecté à la canonnière n° 10, où il se présenta la première semaine d'août 1807. Jones reçut des honneurs pour sa bravoure lors de la bataille du lac Borgne en Louisiane en 1814, où, malgré sa défaite, il réussit à retarder l'avancée britannique avant la bataille de la Nouvelle-Orléans.

## L'entre-deux-guerres
En 1826, le commodore Jones, à la tête du sloop-of-war Peacock, signe des traités avec le royaume de Tahiti et le royaume d'Hawaï. Le 6 septembre 1826, Jones signe un traité avec la reine régente Pōmare Vahine au nom de l'enfant Pōmare III et d'autres chefs de Tahiti. Le 23 décembre 1826, Jones signe un traité avec la reine régente Kaʻahumanu et d'autres chefs d'Hawaï au nom du jeune Kamehameha III,,,. En 1827, le Peacock est gravement endommagé lors de l'attaque d'une baleine. À son retour à New York en octobre 1827, il est désarmé et démantelé en 1828. Il est reconstruit sous le nom de Peacock (1828), pour servir de navire d'exploration à l'United States Exploring Expedition. Jones devait commander l'expédition, mais le manque de fonds a retardé l'expédition jusqu'en 1838, date à laquelle il a démissionné.
En mai 1836, une loi du Congrès autorise le président à mettre sur pied une expédition d'exploration de cinq ans "vers l'océan Pacifique et les mers du Sud", la première exploration scientifique extra-continentale américaine. Jones est nommé commandant de l'expédition. Des retards dans les dates de départ de l'expédition et divers autres désaccords ont conduit Jones (et certains scientifiques, dont le botaniste Asa Gray) à refuser le poste en décembre 1837. Le poste est alors proposé à Charles Wilkes. De 1841 à 1844, Jones commande le Pacific Squadron (escadre américaine du Pacifique), puis de 1848 à 1850. En 1842, quatre ans avant le début de la guerre américano-mexicaine, Jones pense à tort que la guerre a commencé. Il s'empare du port californien de Monterey et le garde pendant une journée avant d'en rendre le contrôle au Mexique.
Apprenant que Lord George Paulet, officier de la Royal Navy, a occupé le royaume d'Hawaï, il s'y rend et arrive le 22 juillet 1843. Le roi est rétabli le 31 juillet, et Jones tente d'accélérer la paix en invitant toutes les parties à dîner à bord de son navire. En 1843, Jones ramène aux États-Unis un jeune déserteur, Herman Melville, des îles Sandwich, nom donné à l'époque aux îles Hawaï. Plus tard, Melville donna le nom de Jones au "Commodore J-" dans Moby-Dick et au Commodore dans White-Jacket. En 1827, le Peacock commandé par Jones avait été gravement endommagé lors de l'attaque d'une baleine, que Melville prit pour un cachalot. Le chapitre 45 de Moby-Dick ("L'Affidavit") est très probablement influencé par une partie de la carrière de Jones. Au début de l'année 1844, Alexander Dallas avait remplacé Jones au poste de commandant du Pacifique.

## Carrière ultérieure

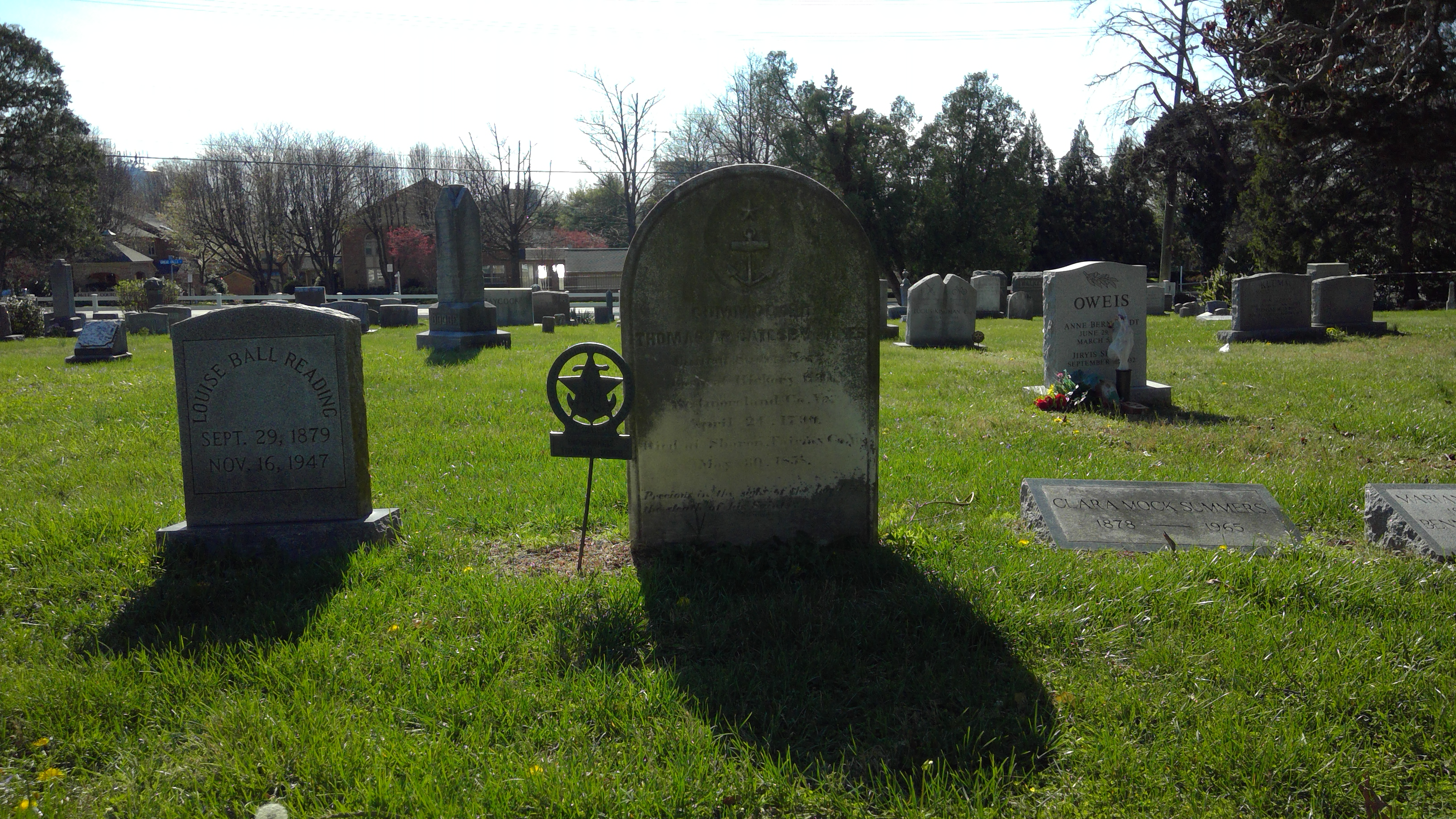
Tombe de Thomas ap Catesby Jones dans le cimetière de l'église presbytérienne de Lewinsville

En 1848, Jones arrive à Mazatlán juste à la fin de la guerre américano-mexicaine, où il maintient l'ordre jusqu'à ce qu'il puisse transporter à Monterey ceux qui ont aidé les États-Unis dans cette guerre. Pendant les deux années suivantes, à l'époque chaotique de la ruée vers l'or, Jones assure la présence de la marine américaine dans la région de San Francisco alors que les États-Unis débattent de ce qu'ils vont faire du territoire californien nouvellement acquis.
En 1850, peu après la publication de White-Jacket, Jones est reconnu coupable de trois chefs d'accusation, principalement liés à l'"oppression" d'officiers subalternes, et relevé de son commandement pendant deux ans et demi, lors d'une cour martiale marquée par des tensions politiques. En 1853, le président Millard Fillmore le rétablit dans ses fonctions et, en 1858, le Congrès des États-Unis rétablit sa solde.
Il décède le 30 mai 1858 à l'âge de 68 ans à Sharon dans l'état de Virginie et est inhumé dans le cimetière de l'église presbytérienne de Lewinsville.

## Source
- (en) Cet article est partiellement ou en totalité issu de l’article de Wikipédia en anglais intitulé « Thomas ap Catesby Jones » (voir la liste des auteurs).